# Hans Burgeff
Hans Edmund Nikola Burgeff, född 19 april 1883, död 27 september 1976, var en tysk mykolog.
Burgeff blev filosofie doktor i Jena 1909, och var senare professor i botanik och farmakologi i Würzburg. Han studerade sexualfortplantningen hos kulsvamparna (mucor) och undersökte mykorrhizasvampar hos orkidéer samt med användande av modern bakteriologisk teknik utexperimenterat metoder för att odla fram orkidéer ur frön, varvid mykorrhizasvamparna måste tillföras fröna, för att fullgod groning skall erhållas, vilket visades av fransmannen Noël Bernard. Burgeff lyckades genom att isolera mykorrhizasvampar hos vissa orkidéer påvisa att helsaprofyter har mycel av hattsvampar och gröna halvparasiter av rhizoctonia.